# Klooster van de Zusters der Arme Klaren
Het Klooster van de Zusters der Arme Klaren, genaamd Maria der Engelen, is een klooster van de clarissen gelegen in de West-Vlaamse stad Roeselare, aan de Arme-Klarenstraat 36.
Het klooster werd gesticht in 1867 en heeft een rechthoekige plattegrond, waarvan de gebouwen om twee binnentuinen zijn gegroepeerd. Aan de straatzijde bevinden zich de gebouwen die voor het publiek toegankelijk zijn, zoals spreekkamers en de kapel. Rond de tweede binnentuin bevinden zich de gebouwen waar de zusters in clausuur leven. De zusters houden zich vooral bezig met het gebed.
De toren zou aanvankelijk op het dak komen, maar toen dat technisch niet mogelijk bleek werd hij in 1872 naast de kapel opgetrokken. Deze kapel is een zaalkerk in neogotische stijl en is overwelfd met een neogotisch spitstongewelf. Een zijkapel is van 1923.
Het interieur van de kapel bevat neogotisch houtsnijwerk en een sedes sapientiae die vermoedelijk uit de 17e eeuw stamt.